# OnePlus One

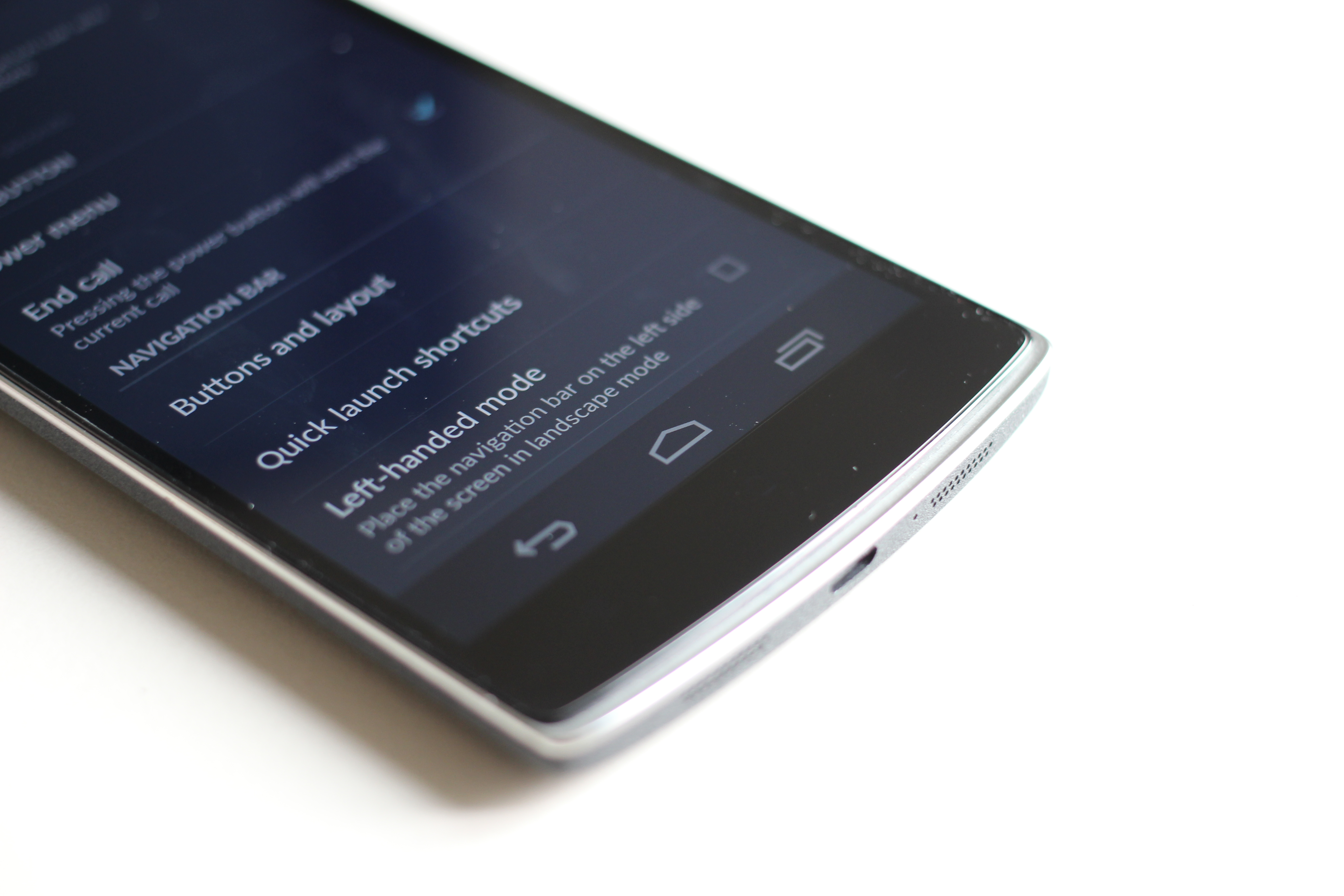
OnePlus One

OnePlus One (coloquialmente abreviado para OPO) é um smartphone Android fabricado pela OnePlus. Foi lançado em abril de 2014, e é o primeiro telefone OnePlus. A OnePlus One foi projetado para comparar favoravelmente — em desempenho, qualidade e preço — a dispositivos emblemáticos dos principais fabricantes de smartphones. Ele também foi desenvolvido para ser compatível com o desenvolvedor e, desde então, recebeu uma grande variedade de ROMs e kernels personalizados da comunidade. A OnePlus One foi disponibilizada para a maioria dos mercados com o sistema operacional Cyanogen OS já pré-instalado, uma variante comercial do CyanogenMod.
O telefone foi disponibilizado pela primeira vez para venda em 25 de abril de 2014, exclusivamente no site da OnePlus, mas, inicialmente, exigia que os clientes em potencial obtivessem um convite antes que pudessem comprá-lo. Estes convites foram distribuídos principalmente pela empresa através de concursos, alguns dos quais atraíram a atenção por sua natureza não convencional ou controversa. Em 6 de junho de 2014, o dispositivo estava disponível para venda geral.